# Pomnik Mikołaja Kopernika w Chorzowie
Pomnik Mikołaja Kopernika w Chorzowie – granitowy posąg upamiętniający osobę Mikołaja Kopernika autorstwa Jerzego Bandury z 1964 roku.
W 1955 rzeźbiarz Jerzy Bandura otrzymał Nagrodę Artystyczną Miasta Krakowa za projekt pomnika. Wykonany w granicie posąg o wysokości 4 m odsłonięto w 1964 roku. Usytuowany został w pobliżu Planetarium Śląskiego na terenie Parku Śląskiego w Chorzowie. Astronom przedstawiony został w postawie stojącej na okrągłej platformie. Kompozycja przypomina olbrzymi zegar słoneczny. Kopernik, z twarzą zwróconą ku niebu, trzyma w ręku glob. Pomnik wraz z budynkami planetarium stanowił całość architektoniczną.